# Vieira Lusitano
Pour les articles homonymes, voir Francisco Vieira (homonymie), Vieira et de Matos.
Ne pas confondre avec un autre peintre portugais, Vieira Portuense.
Francisco Vieira de Matos, plus connu sous le nom Vieira Lusitano, né le 4 octobre 1699, décédé à Lisbonne en 1783, est un graveur et peintre de cour portugais.

## Biographie

### Études
Il visite Rome à deux reprises, la première fois entre 1712 et 1719, la seconde fois de 1721 à 1728, et étudie auprès des peintres romains Benedetto Luti et Francesco Trevisani.

### Peintre de cour

#### JosephIer
Il devient le premier peintre de la cour portugaise pendant le règne de Joseph Ier de Portugal, quand il peint les célèbres portraits de ses trois filles aînées (Maria Francisca Isabel, future reine du Portugal sous le nom de Marie Ire, Maria Ana Francisca et Maria Doroteia) et de son gendre (Pierre, époux de Maria Francisca Isabel et futur roi consort du Portugal sous le nom de Pierre III). Ces peintures, et d'autres qui ont suivi, lui valent un grand prestige à la cour et en Europe.

#### MarieIre
Marie Ire de Portugal le garde en tant que peintre de la cour mais il perd de son prestige et de son importance durant cette période qui voit arriver de nouveaux et jeunes peintres.